# Camponotus robustus
Camponotus robustus är en myrart som beskrevs av Julius Roger 1863. Camponotus robustus ingår i släktet hästmyror, och familjen myror. Inga underarter finns listade.

## Bildgalleri

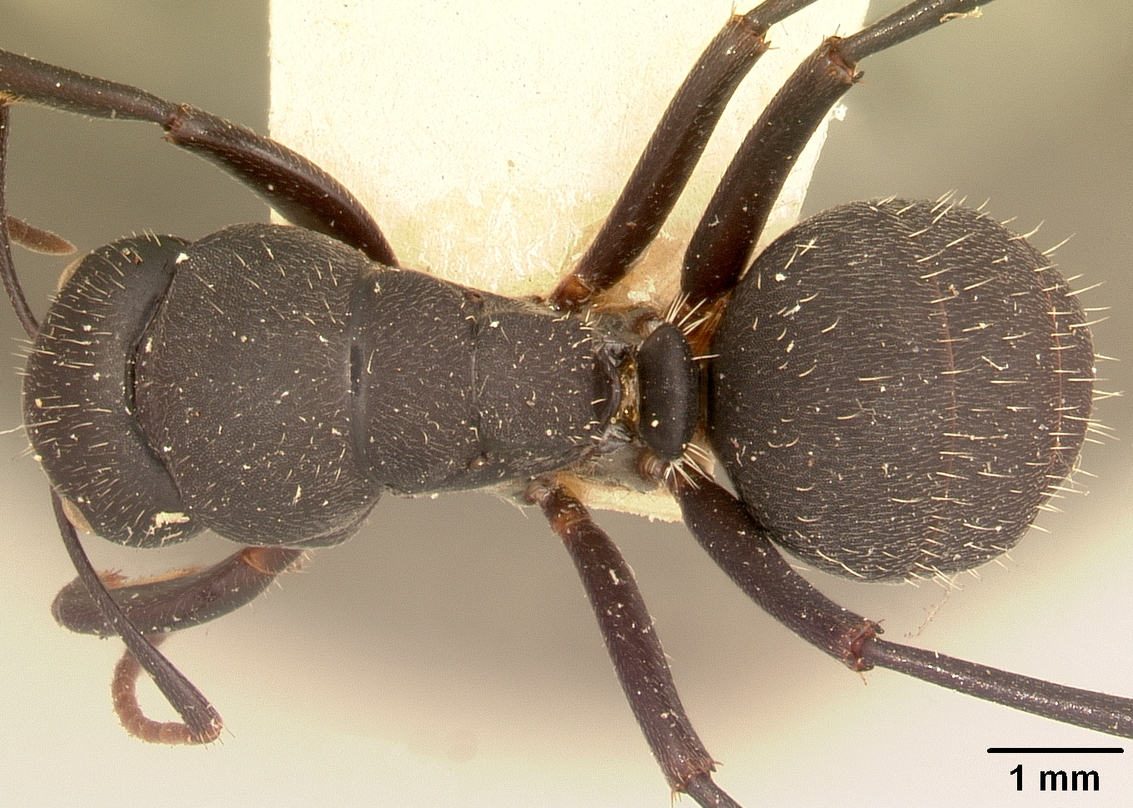
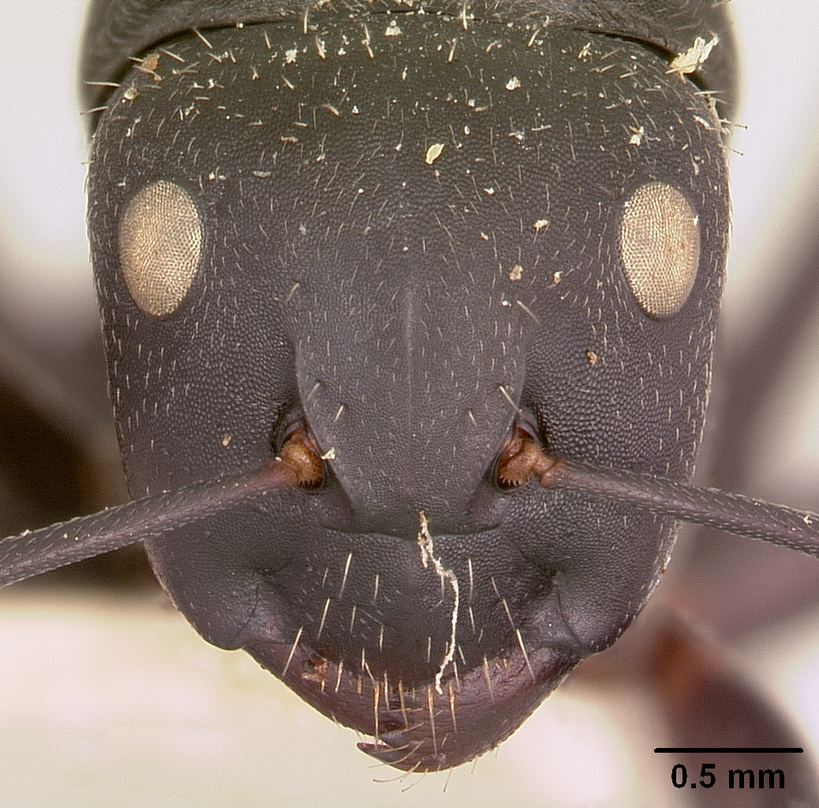
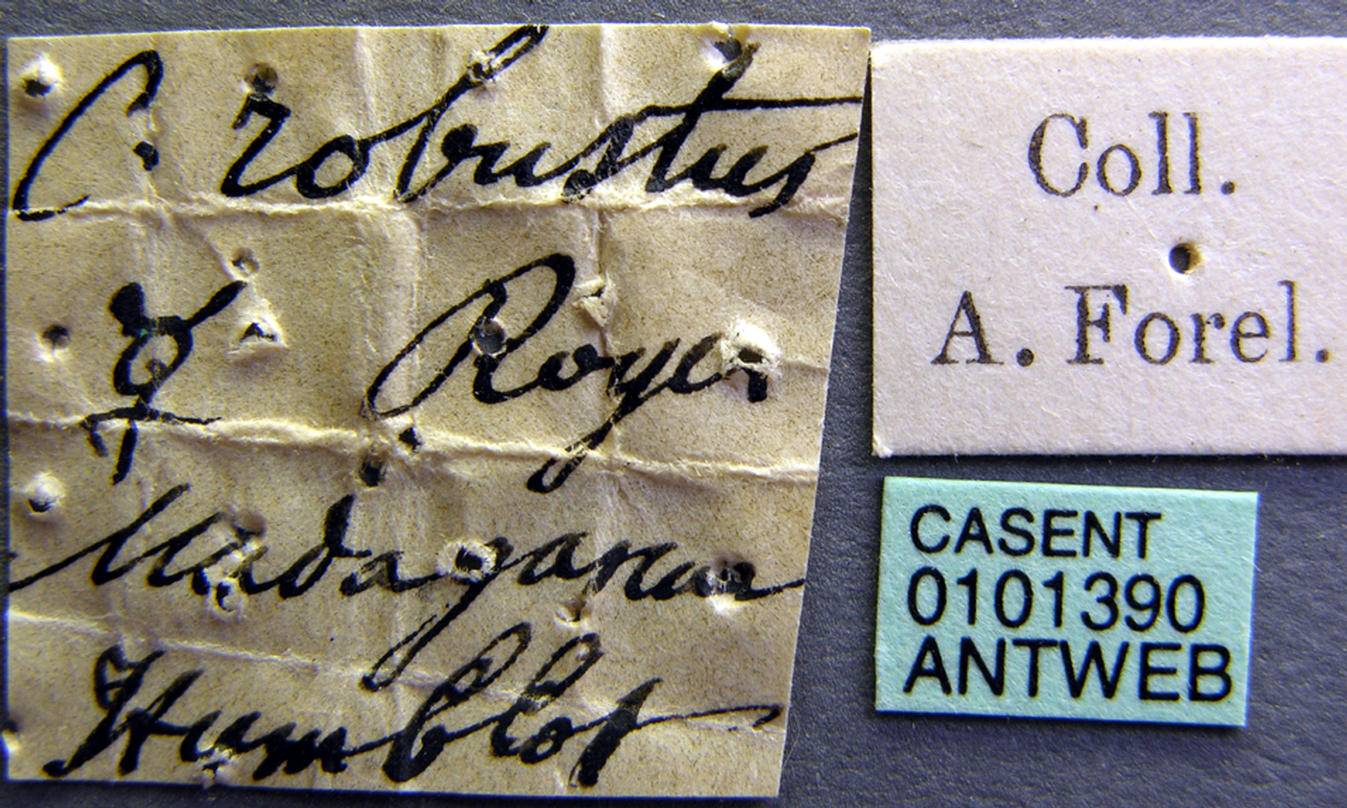
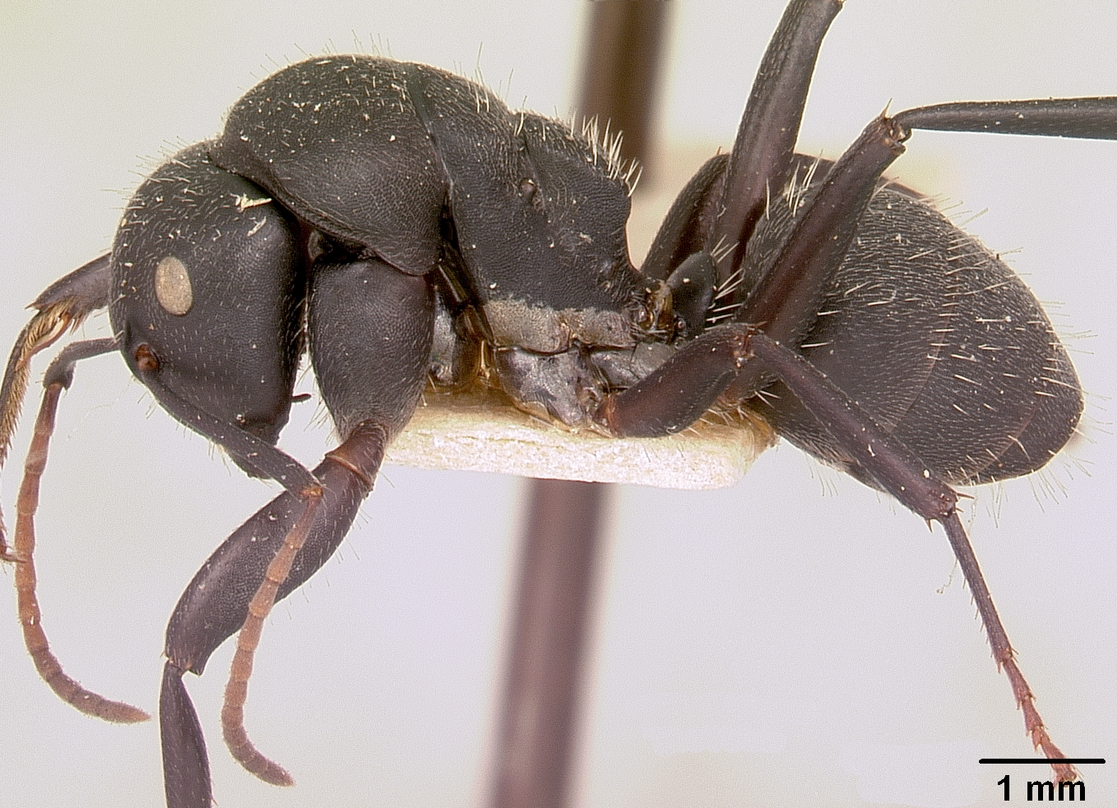
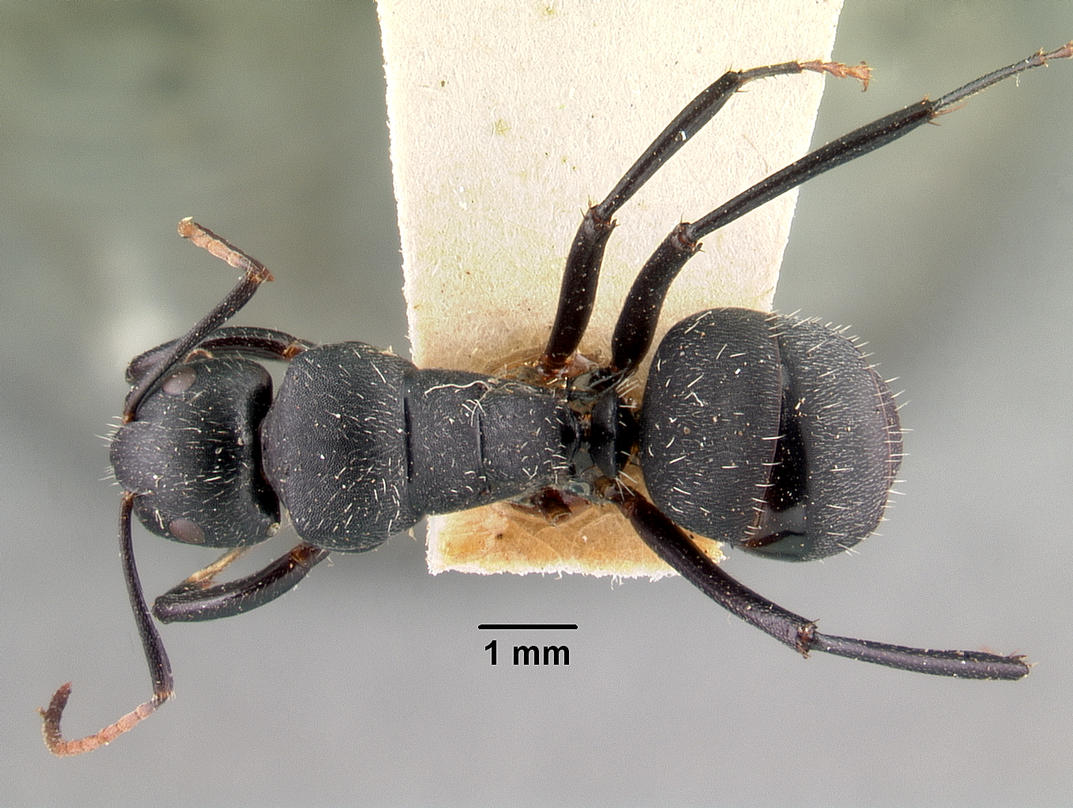
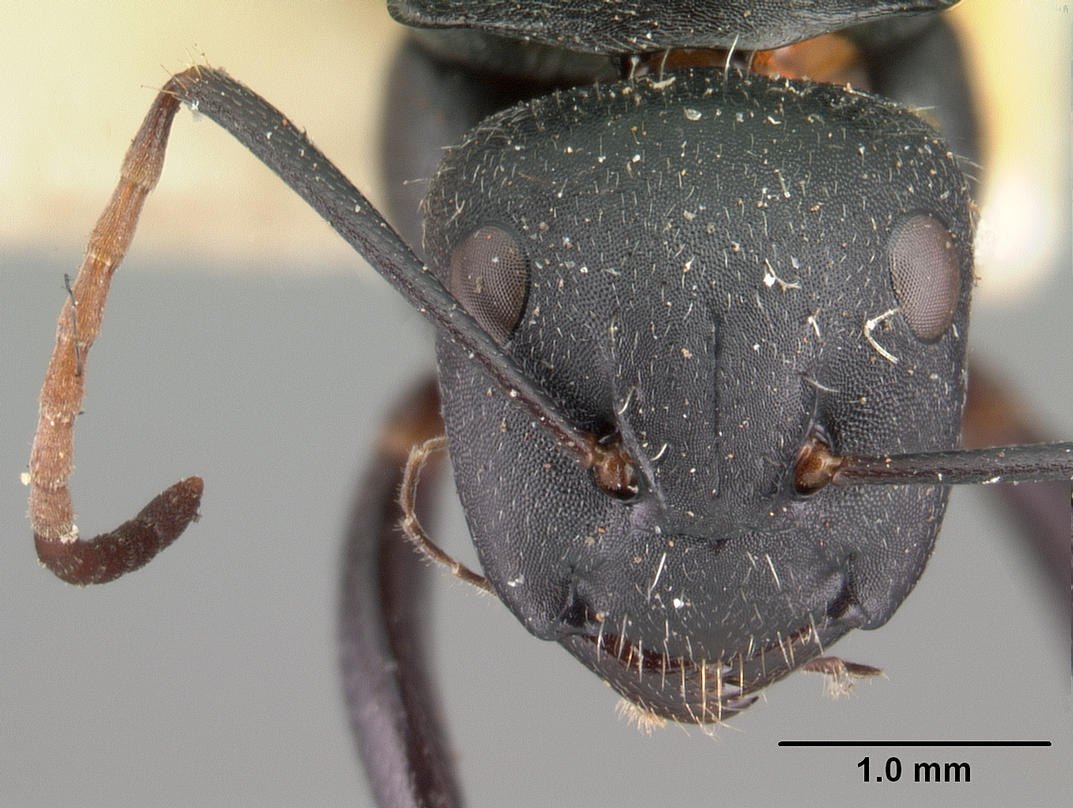